# J.C. Mathis
J.C. Mathis (Brooklyn, 23 settembre 1982) è un ex cestista e allenatore di pallacanestro statunitense, professionista nella NBDL, in Europa e in Sudamerica.

## Carriera

### Giocatore

#### High school e college
Dal 1996 al 2000 ha giocato nella J.F. Kennedy High School di New York, vincendo anche un campionato nel 2000.
Dal 2000 al 2002 ha giocato in NCAA a Virginia; nel suo primo anno segna 3,4 punti a partita, mentre nella sua seconda stagione, nella quale viene impiegato con più regolarità, tiene medie di 4,9 punti e 4 rimbalzi a partita in 28 partite giocate. Successivamente si trasferisce a Michigan, con cui gioca altri due anni con rispettivamente 3,8 ed 1,8 punti di media a partita; termina quindi la sua esperienza universitaria con un totale di 103 partite giocate con medie di 3,6 punti e 3,1 rimbalzi a partita.

#### Professionista
Si dichiara per il Draft NBA 2005, nel quale non viene scelto da nessuna squadra; inizia la sua carriera professionistica giocando in Germania.
Nella stagione 2007-2008 gioca 46 partite in NBDL nei Sioux Falls Skyforce, tenendo medie di 3,8 punti e 3,1 rimbalzi a partita in 14,1 minuti di impiego a partita. Dopo un'anata da 11, punti e 7,9 rimbalzi nella seconda divisione spagnola, gioca in questo campionato anche nella stagione 2009-2010 negli Idaho Stampede, con cui nell'arco di 11 partite, 2 delle quali da titolare, totalizza 3,9 punti e 2,8 rimbalzi a partita in 14,7 minuti di media a gara. Nel 2011 ha giocato in Italia ad Avellino. Ha inoltre giocando anche in Slovacchia nel Rieker Komarno (con cui nella stagione 2011-2012 tiene medie di 8,5 punti e 7 rimbalzi in 20,1 minuti di media, per 17 partite totali) e, nel 2013, in Venezuela (campionato in cui aveva già giocato, nei Piratas de Vargas) nei Guacharos de Monagas, con cui disputa tre partite segnando 13 punti complessivi.

### Allenatore
Dal 2013 allena nella J.F. Kennedy High School come assistente di suo padre Johnny.

## Palmarès
- Campione NIT (2004)